# Fuller (cráter)
Fuller es un cráter de impacto de 26,97 km de diámetro del planeta Mercurio. Debe su nombre al ingeniero y arquitecto estadounidense Richard Buckminster Fuller (1895-1983), y su nombre fue aprobado por la  Unión Astronómica Internacional en 2013.